# Besední (Praha)
Besední ulice na Malé Straně v Praze spojuje ulice Říční a Všehrdova. Nazvána je podle spolku Umělecká beseda založeného v roce 1863, mezi zakladatele patřil Bedřich Smetana, Josef Mánes, Mikoláš Aleš, Karel Jaromír Erben, Jan Evangelista Purkyně atd. Spolek na čísle 3 vybudoval Dům Umělecké besedy, kde byly 2 koncertní sály, Alšova výstavní síň a konalo se tu mnoho koncertů, výstav a společenských akcí. V 2. polovině 20. století proběhla rekonstrukce, z výstavní síně je restaurace a jeden sál byl přestavěn na kanceláře. Dnes v domě sídlí:
- Divadlo Na Prádle
- Galerie Na Prádle
- Český hudební fond
- Hudební informační středisko (Musica.cz)[2] atd.

## Historie a názvy
Ulice vznikla po kolaudaci domu Umělecké besedy v roce 1925 a dostala název "Besední". V letech 1940-45 se nazývala "Handlova" podle Jakuba Handla, dvorního kapelníka císaře Rudolfa II.

## Budovy, firmy a instituce
- městský dům Ohrada - Besední 1, Říční 8[4]
- Malostranský špitál - Besední 2, Říční 6, Všehrdova 7 a 9[5]
- dům U bílého kříže - Besední 5, Všehrdova 11[6]